# El Torito (restaurantkæde)
 For alternative betydninger, se El Torito. (Se også artikler, som begynder med El Torito)
El Torito (spansk: lille tyr) er en kæde af mexicanske restauranter beliggende i de amerikanske stater Arizona, Californien, Illinois, Missouri, Oregon og Washington.
Kædens hovedkontor er beliggende i den amerikanske by Cypress i Californien.
Under samme kæde findes restauranterne Acapulco Mexican Restaurant y Cantina and Chevy's.
I henhold til rygter fik cd-rom-specifikationen El Torito sit navn efter en El Torito restaurant i den amerikanske by Irvine i Californien, hvor specifikationen menes udviklet.

## Ekstern henvisning
- El Torito, webside (engelsk) Arkiveret 25. august 2006 hos  Wayback Machine

| Firma | Spire Denne artikel om et firma eller en virksomhed i USA er en spire som bør udbygges. Du er velkommen til at hjælpe Wikipedia ved at udvide den. |